# Nové Hony
Nové Hony (in ungherese Kétkeresztúr) è un comune della Slovacchia facente parte del distretto di Lučenec, nella regione di Banská Bystrica.